# Tityus anduzei
Tityus anduzei, vrsta južnoameričkog škorpiona iz porodice Buthidae.
Vrstu je prvi opisao 1997 Manuel-Angel González-Sponga.